# Oreonectes
Oreonectes is een geslacht van straalvinnige vissen uit de familie van steenkruipers (Balitoridae).

## Soorten
- Oreonectes anophthalmus Zheng, 1981
- Oreonectes elongatus Tang, Zhao & Zhang, 2012
- Oreonectes furcocaudalis Zhu & Cao, 1987
- Oreonectes guananensis Yang, Wei, Lan & Yang, 2011
- Oreonectes luochengensis Yang, Wu, Wei & Yang, 2011
- Oreonectes macrolepis Huang, Du, Chen & Yang, 2009
- Oreonectes microphthalmus Du, Chen & Yang, 2008
- Oreonectes platycephalus Günther, 1868
- Oreonectes polystigmus Du, Chen & Yang, 2008
- Oreonectes retrodorsalis Lan, Yang & Chen, 1995
- Oreonectes translucens Zhang, Zhao & Zhang, 2006